# Sabayon Linux
Sabayon Linux ou Linux Sabayon, antigamente conhecido como RR4 Linux/RR64 Linux, foi uma distribuição Linux baseada no Gentoo, criada pelo programador Fabio Erculiani em 2004, desenvolvida em Riva del Garda, Trentino, Itália , e distribuída internacionalmente. Existiu até 2021.
Seu nome vinha de uma sobremesa: um doce italiano chamado "zabajone" ou "zabaglione" que em  Inglês, se chama "zabaione" e em Francês, "sabayon".
O Sabayon Linux desenvolveu-se rapidamente, e em 2006, ganhou a doação anual da Distrowatch a softwares livres.
Em abril de 2008 a Fundação NLnet anunciou oferecer suporte financeiro à distribuição.
No dia 12 de junho de 2008, a companhia Sabayon anunciou sua parceria com a NetCraft Communications .

## Comandos e Instaladores de Pacotes
O Sabayon utilizava o sistema Portage do Gentoo como Sistema gestor de pacotes e todas as atualizações e características básicas em sincronia com a árvore Portage.
Ambos, Sabayon e Gentoo, permitiam aos usuários instalar o sistema base utilizando código fonte, ebuilds, overlays e além do próprio Portage, também downloads diretos via CVS, subversion (SVN) ou Git. Isso tornava o sistema 100% compatível com Gentoo.
Logo, usuários podiam utilizar os pacotes e seguir todos os guias e artigos escritos com enfoque em usuários do Gentoo, mas "atualizações globais" (equivalente aos comandos tipo "emerge world") desencorajadas, pelo menos para iniciantes ou para aqueles sem experiência com o Gentoo.
Para facilitar, O Sabayon tinha  outro instalador de pacotes, chamado "Entropy", com uma abordagem diferente para o gerenciamento dos pacotes.
Um comando, "equo" eliminava a necessidade de compilar aplicações, já pré-compiladas nos repositórios Sabayon. O Entropy usava o comando "equo", podendo usar também  o "emerge", nativo do sistema Portage, mais especificamente: ou "equo install aplicativo x" ou "emerge aplicativo x".
Isto buscava e instalava o pacote, formando um binário tipo Gentoo pré-compilado dos repositórios Sabayon (equo) ou compilava o pacote (emerge).
O Entropy incorporou funcionalidades já presentes no Portage, como a "BINHOST" e um bom número de opções relacionadas ao emerge.
Sabayon também usava os componentes do núcleo e do sistema Gentoo, porém, como muitas outras distribuições,  migrou do OpenRC-Sysvinit (do Gentoo) (Veja init) clássicos para o  moderno Systemd.
Outras ferramentas de configuração do Gentoo, como os comandos eselect, etc-update, eix, revdep-rebuild, gcc-config, mirrorselect, autounmask, genkernel etc...eram funcionais.
Uma grande vantagem era no gerenciamento de dependências diretas e indiretas, tornando as remoções completas de pacotes um processo mais simples, rápido (porquê pré-compilado) e seguro para o Sabayon.
Como muitas outras distribuições modernas, o Sabayon Linux era distribuído como um Live CD com meios para ser instalada no disco rígido.
O Anaconda (instalador), originário do Fedora, era usado para instalar graficamente. Em 2016  usou-se  o "Calamares", que depois voltou a ser usado.

## Características Adicionais
O instalador denominado "Entropy" incorporava o gerenciamento de pacotes binários através de uma GUI chamada "RIGO" ou através do comando "equo", diretamente. Quase todos os binários oriundos dos Fontes do Gentoo já foram disponibilizados  e o sistema Entropy agora é o instalador padrão.
AIGLX, XGL, e Compiz se encontravam ativadas nos discos de instalação e podiam usados a partir do boot do Isolinux (Live DVD).
Alguns tutoriais específicosescritos pelos desenvolvedores e usuários do Sabayon sobre como realizar uma atualização global e ou uma recompilação de todos os pacotes, trocar Kernel, instalar pacotes etc...
Novas versões vieram com KDE5 ou com GNOME3 (cerca de 2 gigabytes), voltadas para multimídia e já contendo codec de áudio e outros codecs. Sabayon também era Rolling release, não necessitando ser reinstalado a cada nova versão lançada.
Sabayon Linux era disponível em diversas versões, com os ambientes gráficos KDE, GNOME,MATE, Xfce  e também com o Fluxbox ("Sabayon Minimal"), versões menores, próprias para servidores  e remasterização ("Sabayon Tarball").
Se o usuário assim o quisesse,  podiam ser instalados Compiz Fusion (junção dos antigos Compiz e Beryl), Compiz, Window Maker, OpenBox, BlackBox, IceWM, FVWM e todos os outros tipos de interface gráfica.
Essas versões podiam ser baixadas de um bom número de Servidores-Espelho, espalhados por vários Países do Mundo .

## Detalhamento
Continha todas as interfaces gráficas (usuais, planas ou em 3D: GNOME, IceWM, Window Maker, KDE, LxQt, XFCE, LXDE, Fluxbox,MATE, OpenBox, BlackBox, Emerald, Metacity, Metisse e Beryl (apenas nas versões antigas), Compiz Fusion. Enlightenment , entre outras.
Sabayon tinha a comodidade do uso das distros baseadas no Debian ou Red Hat (que usam somente binários previamente compilados), aliada à possibilidade de compilação e otimização para um hardware específico e com a rapidez do Gentoo Linux e do Arch Linux.
Podia instalar os binários (com Entropy, equo, RIGO), adequados para a plataforma, outra opção era usar o comando emerge e o gerenciador de pacotes Portage (interfaces gráficas amigáveis: Portato, Kuroo, Porthole, Himerge etc.). O usuário podia utilizar qualquer um dos dois instaladores  de pacotes ou ambos.
Assim o Sabayon, como o próprio Gentoo, também podia atualizar tudo a partir dos pacotes contendo código-fonte, usando os mesmos repositórios, pacotes, Perfis, Ebuilds, SLOTS e Overlays do Gentoo e compilando-os, otimizados no computador do usuário.
Por esses motivos, contrariamente ao pensamento corrente entre alguns usuários de outros sistemas Linux, o Sabayon não devia ser considerada uma distro binária pura derivada do Gentoo, sendo pois, mais a considerar-se como uma modificação do próprio Gentoo, um Gentoo com uma opção pré compilada, mas também recompilável automaticamente.
O Sabayon tinha eficiente sistema de reconhecimento automático do hardware e configura a aceleração de vídeo automaticamente, facilitando grandemente a execução de Desktops e gerenciador de janela 3D, como Beryl, Compiz Fusion, Compiz. Metisse ou Cairo-Dock.
Também usava um  bom Centro de Multimídia, o Kodi (antigo XBMC) (veja: Tocador de mídia), muito útil para ver vídeos, tocar CDs, MP3, ouvir web rádio etc.
Essas características tornaram o Sabayon, na época, uma das principais distribuições Linux.
Bonito, amigável para o usuário iniciante mas também poderoso, estável e personalizável, atendendo também aos requisitos do  usuário avançado, do profissional de Informática e do programador.

## Versões
Todas as versões mais antigas, incluindo o live CD (DVD completo) com todos os ambientes gráficos (4.0-r1), e as velhas "MiniEdition","POD" , "CoreCDX", Gamer, E17, LXDE , SpinBase etc... não foram mais suportadas.
Em compensação, foram criadas ISOs experimentais atualizadas mensalmente e semanalmente, as chamadas "Montly e Daily Builds" (que incluem as muito novas versões de desenvolvimento, as Dev) e um sistema de Remasterização, chamado "Molecule" (baseado no sistema "Metro", elaborado por Daniel Robbins para o Funtoo).
Existiram versões de Sabayon, com todos os ambientes gráficos e também para servidores, ISOs experimentais atualizadas em períodos de tempo curtos e/ou atualizáveis online ou com rsync, pois o Sabayon é Rolling release (constantemente atualizável online) e "Bleeding Edge" (com pacotes novos, mesmo que instáveis ou experimentais).
Após 2013, as versões Oficiais foram lançadas de 1  a 4 vezes por ano,  atualizadas semanalmente e mensalmente (Exs: 18.01, 18.05, 18.07 e 18.12).
Deste modo,  sempre atualizadas e não precisavam mais ser reinstaladas. As atualizações eram automatizáveis e hospedadas nos servidores chamados "Weekly" e SabayonLinux.Org.
As últimas versões Oficiais são as de série 19 (31 de Março de 2019), atualizadas até a compilação 19.11. Após essa versão, existiram atualizações "Rolling Release", não Oficiais até as versões 20 e 21, mas o Sabayon  foi descontinuado em dezembro de 2021.
Nas fases finais, só  existiram só versões de  64 Bits, opções para vários ambientes gráficos GNOME3, KDE, XFCE,  MATE, LXQt,  "Minimal" (apenas com Fluxbox) e "Tarball" (Núcleo apenas, sem interface gráfica) (para o significado de uma "Tarball", veja Gzip), além de versões para desenvolvedores, servidores e para uso Forense.

### Histórico
| Versão | Lançamento                                                       | Lançamento             | Lançamento          | Notas                                                               |
| Versão | Standard                                                         | miniEdition            | Pod                 | Notas                                                               |
| --- | ---------------------------------------------------------------- | ---------------------- | ------------------- | ------------------------------------------------------------------- |
| 3.0 | 14 de setembro de 2006                                           | 26 de setembro de 2006 |                     |                                                                     |
| 3.1 | 10 de outubro de 2006                                            | 9 de outubro de 2006   |                     |                                                                     |
| 3.2 | 27 de novembro de 2006}                                          | 11 de dezembro de 2006 |                     |                                                                     |
| 3.3 | 16 de março de 2007}                                             |                        |                     |                                                                     |
| 3.4 | 24 de julho de 2007                                              | 23 de setembro de 2007 |                     | Possui revisões E e F                                               |
| 3.5 | 1 de julho de 2008                                               |                        | 11 de julho de 2008 | Primeira versão Pod                                                 |
| 4.0 | 25 de dezembro de 2008                                           |                        |                     |                                                                     |
| 4.0 r1 | 31 de dezembro de 2008                                           |                        |                     |                                                                     |
| 4.0 MCE Lite | 20 de janeiro de 2008                                            |                        |                     |                                                                     |
| 4.1 G/K | 13 de abril de 2009                                              |                        |                     |                                                                     |
| 4.2 G/K | 6 de julho de 2009                                               |                        |                     |                                                                     |
| 5.0 G/K | 8 de outubro de 2009                                             |                        |                     |                                                                     |
| 5.1 G/K | 12 de dezembro de 2009                                           |                        |                     |                                                                     |
| 5.2 G/K | 26 de março de 2010                                              |                        |                     |                                                                     |
| 5.3 G/K | 5 de julho de 2010                                               |                        |                     |                                                                     |
| 5.3 CoreCDX e SpinBase | 17 de junho de 2010                                              |                        |                     |                                                                     |
| 5.3 Extra Spins, LXDE, XFCE e Openvz | 18 de julho de 2010                                              |                        |                     |                                                                     |
| 5.4 G/K | 30 de setembro de 2010                                           |                        |                     |                                                                     |
| 5.4 CoreCDX e SpinBase | 13 de outubro de 2010                                            |                        |                     |                                                                     |
| Versões Experimentais ("Spins") XFCE. LXDE, E17, OpenVZ e ServerBase | 4 de novembro de 2010                                            |                        |                     |                                                                     |
| 5.4+, voltada para Jogos | 22 de dezembro de 2010                                           |                        |                     |                                                                     |
| 5.5, G/K | 27 de janeiro de 2011                                            |                        |                     |                                                                     |
| 6.0, G/K | 23 de junho de 2011                                              |                        |                     |                                                                     |
| 7.0, G/K | 11 de outubro de 2011                                            |                        |                     |                                                                     |
| 8.0, G/K | 8 de fevereiro de 2012                                           |                        |                     |                                                                     |
| 9.0, G/K | 8 de fevereiro de 2012                                           |                        |                     |                                                                     |
| 10.0, G/K | 14 de setembro de 2012                                           |                        |                     |                                                                     |
| 11.0, G/K | 15 de fevereiro de 2013                                          |                        |                     |                                                                     |
| 13, G/K e outros ambientes gráficos. "Rolling Release" dos "Builds" 13.01 a 13.10. (Obs. A Partir desse ano, o número designativo das versões foi modificado pelos Desenvolvedores, para se adequar ao ano). | 30 de abril de 2013                                              |                        |                     |                                                                     |
| 14. G/K e outros ambientes gráficos. "Rolling Release" dos "Builds" 14.01 a 14.10. | 20 de dezembro de 2013                                           |                        |                     | A partir dessa versão , existe também com Ambiente de desktop LxQT. |
| 15. G/K e outros ambientes gráficos. "Rolling Release" dos "Builds" 15.01 a 15.10. | 28 de setembro de 2015                                           |                        |                     |                                                                     |
| 16. G/K e outros ambientes gráficos. "Rolling Release" dos "Builds" 16.01 a 16.07. | 28 de junho de 2016                                              |                        |                     |                                                                     |
| 17. G/K e outros ambientes gráficos. "Rolling Release" dos "Builds" 17.01 a 17.07. | Não foi lançada oficialmente, existiu apenas como "Daily Build". |                        |                     |                                                                     |
| 18. G/K e outros ambientes gráficos. "Rolling Release" dos "Builds" 18.01 a, no momento, 18.05. Pode ser atualizada constantemente, obtendo uma versão 18.12.                                                | 14 de Abril de 2018                                              |                        |                     |                                                                     |
| 19. G/K e outros ambientes gráficos. "Rolling Release" dos "Builds" 19.03 a 19.11. | 31 de Março de 2019                                              |                        |                     |                                                                     |